# This Is My Life (Anna Bergendahl-sang)
 For alternative betydninger, se This Is My Life. (Se også artikler, som begynder med This Is My Life)
"This Is My Life" er en engelsk sang, sunget af den svenske sangerinde Anna Bergendahl, skrevet af Kristian Lagerström og Bobby Ljunggren. Sangen vandt Melodifestivalen den 13. marts 2010, hvilket gjorde at Bergendahl skulle repræsentere Sverige i Eurovision Song Contest 2010 i Telenor Arena i Oslo..
Sangen kom på 11.-pladsen i den anden europæiske semifinale og kom derfor ikke i finalen.